# Volcà del Puig Safont
El Volcà del Puig Safont és un volcà situat al municipi de Santa Pau, a la comarca catalana de la Garrotxa.